# 20살의 사랑
20살의 사랑(L'Amour A Vingt Ans, Love At Twenty)은 독일(구 서독)에서 제작된 프랑수아 트뤼포, 안제이 바이다, 이시하라 신타로, 렌조 로셀리니 감독의 1962년 드라마, 멜로/로맨스 영화이다. 장 피에르 레오 등이 주연으로 출연하였다.

## 출연

### 주연
- 장 피에르 레오
- 마리 프랑스 피지에
- 로시 바르트
- 프랑소와 다본
- 크리스티나 가이오니
- 엘리오노라 로시 드라고
- 타무라 나미
- 후루하타 코지
- 크리스티안 되르머
- 바바라 라스
- 지그뉴 시불스키
- 블라디스로브 코발스키
- 캐서린-이사벨 듀포트